# Hongshancultuur
De Hongshancultuur (Chinees: 紅山文化 / 红山文化, Hanyu pinyin: Hóngshān Wénhuà, Engels: Hongshan Culture) was een neolithische cultuur (rond 4.700 - 2.900 v.Chr.) in het noordoosten van China. Ze strekte zich uit van ten noorden van het Yan-gebergte in Hebei over de gebieden aan de bovenloop van de Daling en aan de Xiliao in Liaoningtot ien Binnen-Mongolië. De Hongshanhou-typesite bevindt zich in het gebied van de districtsvrije stad Chifeng in Binnen-Mongolië, die  in 1908 door Torii Ryūzōn ontdekt werd waarna ze in 1935 tijdens de Japanse bezetting van Mantsjoerije door de archeologen Hamada Kōsaku en Mizuno Seichi werd onderzocht.
De Hongshancultuur staat vooral bekend om haar artefacten van jade en haar uitgebreide graf- en cultusplaatsen: tempels, altaren, stenen grafheuvels en piramides. De archeologen geloven dat de cultuur zich vormde op basis van de Xinglongwacultuur (Binnen-Mongolië en Liaoning) en de Zhaobaogoucultuur (Binnen-Mongolië en Hebei), wegens duidelijke overeenkomsten in religieuze gebruiken. De Hongshancultuur was gelijktijdig met de midden- en late Yangshaocultuur.
Onderzoek van de stenen werktuigen en dierenbotten toonde aan dat de landbouw van meer belang was dan bij de Xinglongwa- en Zhaobaogouculturen. De jacht had in deze cultuur een bepaalde status, zoals te zien is aan de vondsten van hertenbotten. Varkens, schapen en vee werden gefokt. De huizen hadden een rechthoekige of vierkante plattegrond, verdiepte vloeren  en centrale open vuurplaatsen. Muren en vuurplaatsen waren deels gemaakt van gestampte leem.

## Handwerk

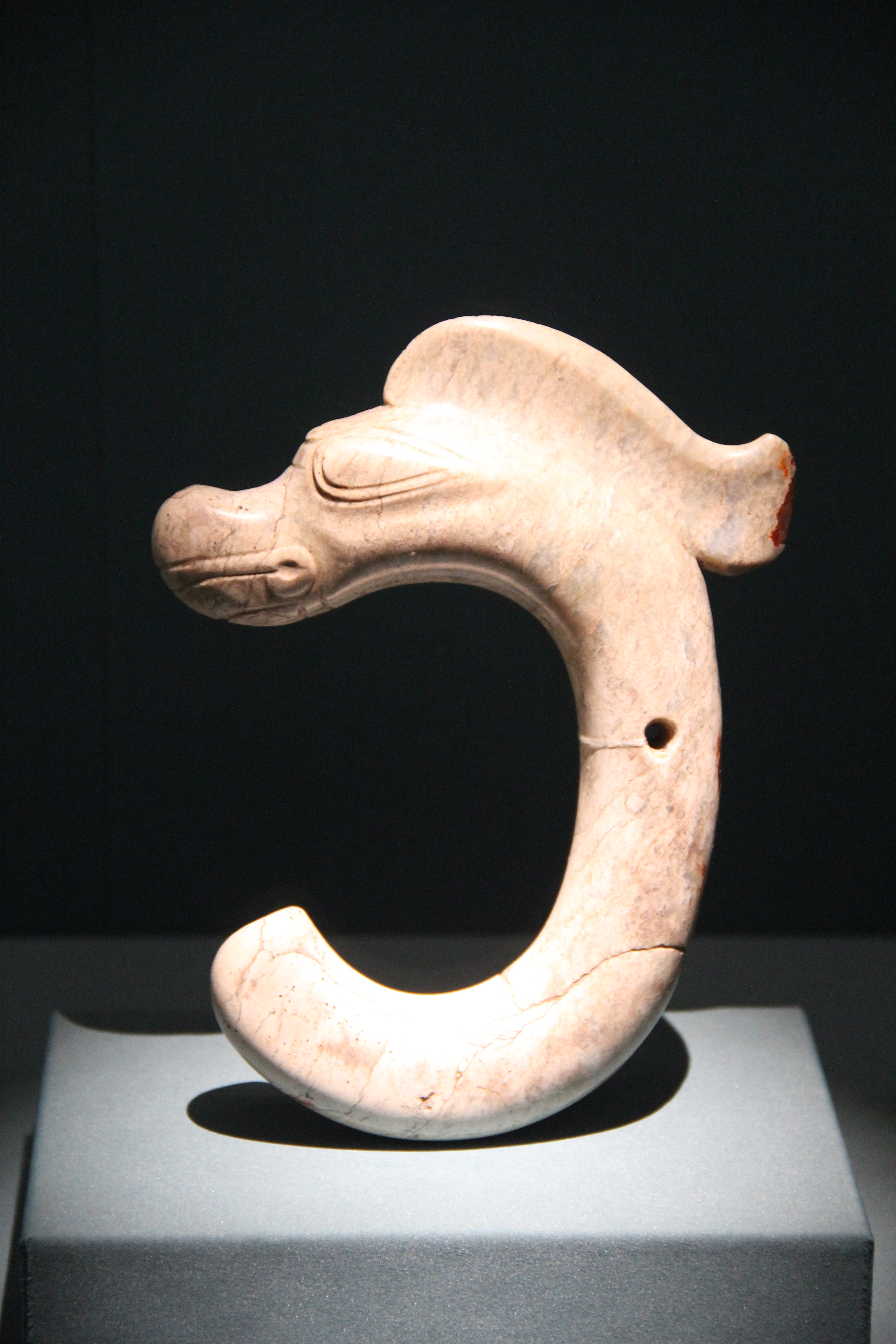
draak van jade

De Hongshancultuur staat bekend om haar werktuigen en artefacten van jade, die vaak waren versierd met dieren of mythische wezens. Het meest karakteristieke motief is een soort Ouroboros, in het Chinees "varkensdraak" genaamd (豬龍, Zhulong).
Het aardewerk omvatte opslagvaten gemaakt van met zand versterkte klei, en fijner keramiek van rode klei, versierd met strepen, driehoeken of schulpmotieven met een zwart of paars pigment. Er zijn ook diepe patronen in de vorm van een "Z". Bovendien zijn er fragmenten van beeldjes van ongebakken klei die zwangere naakte vrouwen uitbeelden.
Het aardewerk dat bij de opgraving van Xitai in het vendel Aohan van Binnen-Mongolië werd ontdekt en dat twee helften van een mal vormt, laat zien dat de technologie van het bronsgieten op bepaalde locaties bekend was.